# Calvin Klein
Calvin Klein (n. 19 noiembrie 1942, New York City, New York, SUA) este un designer de modă american care a lansat compania care va deveni mai târziu Calvin Klein Inc., în 1968. Pe lângă îmbrăcăminte, el și-a dat numele unei game de parfumuri, ceasuri și bijuterii.

## Istoria brandului
În 1968 Imperiul Calvin Klein a avut ca punct de pornire un magazin de paltoane deschis în incinta hotelului York, investiția inițială fiind de 10.000 de dolari. Afacerea a fost pusă pe picioare cu ajutorul unui prieten din copilărie.
Calvin Klein s-a făcut remarcat încă de la început, fiind caracterizat adesea ca stăpânul suprem al minimalismului. Contrar curentului hippie care se manifestă în aceea perioadă în SUA, Klein a ales să creeze costume caracterizate prin simplitate, culori neutre, fără zorzoane, blană, înflorituri pe rever sau alte elemente care să atragă atenția, alegând întotdeauna să urmeze linia corpului cu cele mai luxuriante materiale, într-un mod cât mai simplu cu putință.
După doi ani de la deschiderea primului magazin, colecției de costume i s-au alăturat colecțiile de ținute de zi, cele sportive și de lenjerie intimă, toate păstrând aceeași linie de design.
Între anii 1973–1975 Calvin Klein a fost primul designer vestimentar care a primit trei ani la rând Premiul Coty, acordat pentru colecțiile sale feminine.
În următorii 10 ani, creativitatea lui Calvin Klein s-a revărsat asupra unei largi game de produse, de la curele și pantofi la așternuturi de pat și ochelari de soare. Faima totală a fost adusă în schimb de colecția de jeanși, lansată în 1987 și promovată prin reclame considerate cel puțin îndrăznețe.

## Evoluția brandului
1982 – Se lansează colecția de lenjerie intimă Calvin Klein, adăugând stil boxerilor și lenjeriei de corp cucerind astfel piața de lenjerie intimă.
1981 - 1987 – Primește 3 premii CFDA pentru design remarcabil în creația vestimentară pentru femei.
1993 – Primește premiul FIFI pentru design remarcabil în creația vestimentară masculină și feminină (primul designer care primește ambele premii în același an)
1994 – Creează primul parfum unisex cu CK One
1995 – Deschide un magazin-etalon pe Madison Avenue, New York
2001 – Câștigă premiul FIFI pentru întreaga sa activitate.